# Wereldkampioenschap schaken 1993 ('klassiek')

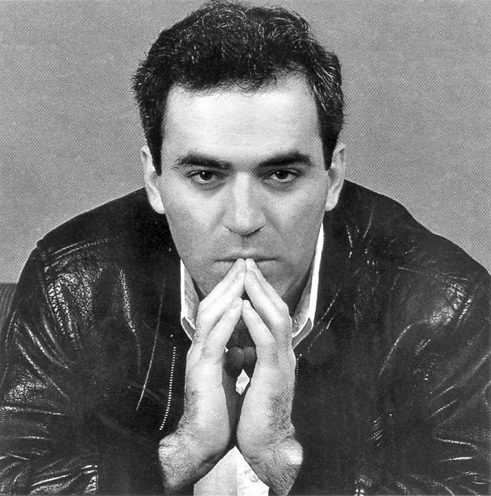
Garry Kasparov

Het wereldkampioenschap schaken 1993 ('Klassiek') bestond uit een match tussen Garry Kasparov en Nigel Short. Kasparov was de officiële wereldkampioen en Short was zijn uitdager geworden door de kandidatencyclus, die in 1993 eindigde, te winnen( zie Wereldkampioenschap schaken 1993 (FIDE)). Uit onvrede over de manier waarop de FIDE de match om het wereldkampioenschap organiseerde, besloten zij met de FIDE te breken en hun match buiten de FIDE om te spelen. Daartoe richtten zij de Professional Chess Association op. Dit wereldkampioenschap werd destijds dan ook het PCA-wereldkampioenschap genoemd. De term klassiek kwam pas later in zwang.

## Tweekamp
De match tussen Kasparov en Short vond plaats in Londen in september en oktober 1993. Kasparov was oppermachtig en won met 12½ - 7½.
Het scoreverloop was:
|          | 1 | 2 | 3 | 4 | 5 | 6 | 7 | 8 | 9 | 10 | 11 | 12 | 13 | 14 | 15 | 16 | 17 | 18 | 19 | 20 | Totaal |
| -------- | - | - | - | - | - | - | - | - | - | -- | -- | -- | -- | -- | -- | -- | -- | -- | -- | -- | ------ |
| Kasparov | 1 | ½ | 1 | 1 | ½ | ½ | 1 | ½ | 1 | ½  | ½  | ½  | ½  | ½  | 1  | 0  | ½  | ½  | ½  | ½  | 12½    |
| Short    | 0 | ½ | 0 | 0 | ½ | ½ | 0 | ½ | 0 | ½  | ½  | ½  | ½  | ½  | 0  | 1  | ½  | ½  | ½  | ½  | 7½     |